# Alexandru C. Cuza

Tricolore con svastica - la bandiera stendardo del Partito Cristiano Nazionale di Cuza

Alexandru Constantin Cuza (Iași, 8 novembre 1857 – Bucarest, 4 novembre 1947) è stato un politico rumeno.

## Biografia
Professore di politica ed economia all'università di Iași, fu eletto deputato al parlamento rumeno nel 1892, rimanendovi fino al 1938 (tranne per il periodo 1927-1931), quando diventò un componente del Consiglio della Corona, durante il periodo della dittatura reale.
Fu un noto antisemita e fondatore del movimento politico di estrema destra Liga Apărării Național-Creștine.